# 石窟庵と仏国寺
石窟庵と仏国寺（ソックラムとプルグクサ、석굴암과 불국사）は、大韓民国の慶州市南部にあるユネスコの世界遺産（文化遺産）。吐含山（トハムサン、토함산）の山麓にある仏国寺と石窟庵の二つの仏教寺院が登録されている。

## 概要
この世界遺産がある慶州市（キョンジュ-し）は、紀元前1世紀頃に始まり10世紀に滅亡した王朝、新羅の都である徐羅伐（ソルボル、서라벌）、金城（クムスン、금성）が置かれていた場所である。石窟庵と仏国寺は、8世紀ごろの景徳王の時代、宰相の金大城により建立された。石窟庵は、東向きに作られており、日の出、月の出の名所でもある。制作者については謎が多く、同時代の仏像彫刻に比べて遥かに精緻であり、新羅美術の最高峰と呼ばれている。
1995年に、大韓民国初のユネスコの世界遺産（文化遺産）として登録された。

## 登録基準
この世界遺産は世界遺産登録基準のうち、以下の条件を満たし、登録された（以下の基準は世界遺産センター公表の登録基準からの翻訳、引用である）。
- (1) 人類の創造的才能を表現する傑作。
- (4) 人類の歴史上重要な時代を例証する建築様式、建築物群、技術の集積または景観の優れた例。

## 主な文化財

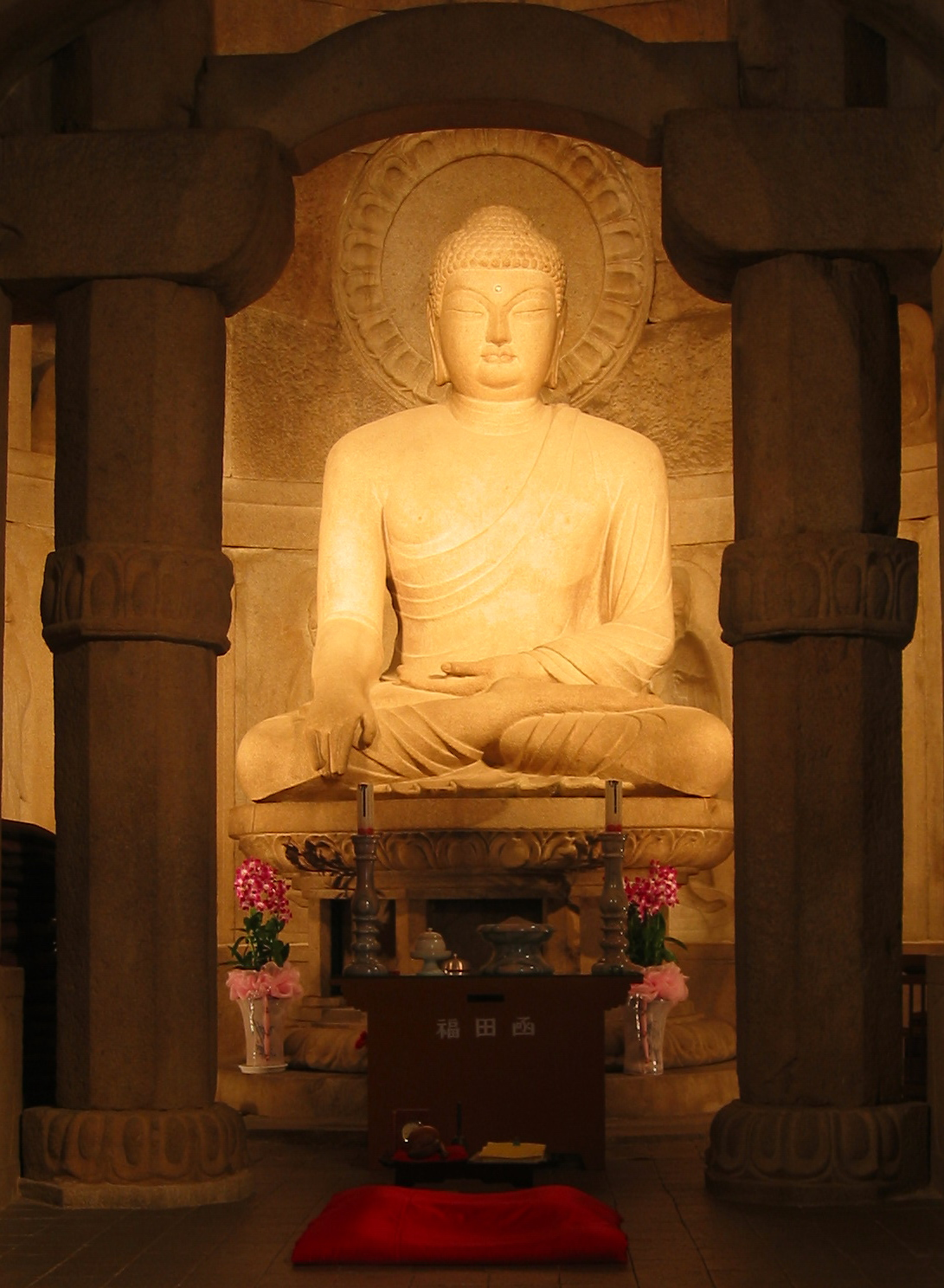
石窟庵（阿閦如来座像）

### 石窟庵
- 石窟庵石窟

国宝第24号。本尊は阿閦如来座像。花崗岩を組み合わせて人工的に作られた石窟寺院で、新羅時代の仏教美術の最高傑作とされる。

### 仏国寺
- 青雲橋・白雲橋

国宝第23号。大雄殿正面の紫霞門に架かる石橋。751年の時から存在している遺構と考えられている。上段は16段、下段は17段である。
- 蓮華橋・七宝橋

国宝第22号。青雲橋・白雲橋と同じ形式の石橋であるが、規模は小さめである。
- 多宝塔

国宝第20号。高さ10.4m。新羅時代751年の作と推定されている。四面に階段が設置され、塔下部は四本の柱で支えられている珍しい塔の形状をしている。また塔の周りには石獅子が配置されていたが、現在では1体のみ残る。
- 釈迦塔

国宝第21号。高さ8.2m。新羅時代の三層塔。1966年の復元工事中、塔中央部から世界最古級の木版印刷物である『無垢浄光陀羅尼経』が発見される。
- 金銅毘盧遮那仏

国宝第26号。新羅時代の作とされる毘盧遮那仏。
- 金銅阿弥陀如来座像

国宝第27号。新羅時代の作とされる阿弥陀如来像。
これらの文化財の保存上における主な脅威は湿気と結露によるカビとコケ類の成長、酸性雨、大気汚染、日本海から発生した塩霧、火事などが挙げられる。